# Sillye Jenő (sakkozó)
Sillye Jenő (Budapest, 1915. december 6. – Budapest, 1977. április 12.), magyar sakkmester.

## Élete
A Hajdú kerület utolsó főkapitánya, Sillye Gábor unokájaként született. Édesapja, Sillye Jenő Pál, zálogházi igazgató, miniszteri tanácsos. Édesanyja, Legény Erzsébet, gyári munkás. Latin érettségi után a MÁV Főnökségen dolgozott, mint tisztviselő 1940. november 1-ig. Azután a Kelet Európai Biztosító Társaság következett 1952. november 1-ig. Ezt a munkát folytatva az Állami Biztosító alkalmazottja 1960. június 1-ig. Végül ismét a MÁV-nál, a Számviteli Főnökségnél dolgozott nyugdíjba meneteléig, 1976. december 31-ig. Sajnos nem sokáig élvezte, mert meghalt 1977. április 12-én. Fia, Sillye Jenő zeneszerző, egyházi könnyűzenész.

## Pályafutása
Sillye Jenő bár sakkmester volt, de a harmincas évek után már, mint Szerkesztő Urat emlegették. A harmincas években a Zuglói Sakk-kör oszlopos tagja, egy időben főtitkárhelyettese volt. A Zuglói Sakk-körnek nem voltak neves tagjai, mégis éveken keresztül keserítették az akkori első osztályú csapatbajnokság tagjainak életét. Ebben az egyik erősség Sillye Jenő volt. Emellett toborzott új tagokat, oktatta a kör tagjait és 1937-38-ban két teljes éven át, saját pénzét beleölve létrehozta és szerkesztette a Zuglói Sakk-kör értesítőjét. Ez már óriási kincsesbánya e szerény két évfolyam, hiszen például Pongrácz József az akkori idők legtehetségesebb tagjának sok játszmáját őrzi, amelyek máshol nem jelentek meg. Mindamellett még arra is jutott az energiából, hogy 1940-ben az akkori mesterképző főtorna B csoportjának megnyerésével elnyerje a mesteri címet.